# Поново мртав
Поново мртав (енгл. Dead Again) је америчко енглески љубавни криминалистички трилер филм из 1991. у режији Кенета Бране. Сценарио је написао Скот Френк. У филму глуме Кенет Брана и Ема Томпсон. У споредним улогама се појављују Енди Гарсија, Дерек Џејкоби, Хана Шигула, Вејн Најт и Робин Вилијамс.
Истражујући идентитет жене која пати од губитка памћења, детектив проналази трагове њене прошлости који би јој могли угрозити живот.

## Радња
Година 1949., композитор Роман Штраус је осуђен на смртну казну јер је маказама убио своју супругу Маргарет, познату пијанисткињу. Непосредно пре погубљења, Штраус се нагиње уз ухо новинара који је био присутан на егзекуцији, Греј Бејкер, који се заљубио у госпођу Штраус, и чини се да му нешто говори.
Лос Анђелес, данашњица 1991.; Мајк Черч, приватни детектив, покушава да открије идентитет Грејс, жене која пати од амнезије и која наставља да има ноћне море о композитору Роману Штраусу и његовој жени Маргарет (са којом се Грејс идентификује), обоје су умрли више него 40 година раније.
Њих двоје се обраћају Френклину Медсону, бизарном трговцу антиквитетима који практикује хипнозу, како би помогли жени да среди своју причу из снова. Уз помоћ др Кози Карлајла, пропалог психолога, откривено је да би порекло ноћних мора могло бити повезано са искуствима која је Грејс имала у претходном постојању, а посебно у животу Маргарет Штраус. Међутим, Грејс, упркос томе што може да се сети многих детаља из Маргаретиног живота, не може да „види” сцену њеног убиства.
Мајк наставља истрагу и прати сада старијег и болесног Греја Бејкера како би сазнао више. Он открива да Роман Штраус, пре смрти, није рекао ништа Бејкеру на уво, већ га је само пољубио. Бејкер такође наводи да је једина особа која је знала све о животу Штраусових била домаћица Инга, која данас заједно са сином поседује антикварницу.
Мајк одмах трчи у радњу и проналази Ингу, која му говори истину: она је у то време била домаћица код Штраусових и желела би да се уда за Романа, али се он заљубио у Маргарет и оженио је њом; Френклин, Ингин син тинејџер, обузет бесом према Маргарет, убио ју је маказама, а Роман је лажно оптужен за убиство. Мајк схвата да је Грејс у опасности и придружује јој се у њеном стану, где стиже и Френклин, решен да стави тачку на причу. У тучи трговац антиквитетима добија све од себе и умире у покушају да удари Мајка.